# Strobelia ferruginea
Strobelia ferruginea är en tvåvingeart som beskrevs av Friedrich Georg Hendel 1928. Strobelia ferruginea ingår i släktet Strobelia och familjen borrflugor. Inga underarter finns listade i Catalogue of Life.